# Natanael Östrand
Johan Natanael Östrand, född 12 februari 1850 i Gävle, död 26 mars 1923 i Helsingborg, var en svensk elektroingenjör. 
Östrand studerade vid Teknologiska institutet i Stockholm 1872–1875. Han var anställd vid Helsingborgs Mekaniska Verkstad 1876–1891, lärare i mekanisk fackritning vid Helsingborgs lägre tekniska yrkesskola från 1889, den förste innehavaren av befattningen som föreståndare för Helsingborgs stads elektricitetsverk 1891–1901 och innehavare av N. Östrands elektrotekniska byrå i Helsingborg från 1902.